# Assar Tabrizi
Pour les articles homonymes, voir Tabrizi.
Assâr Tabrizi (persan : عصار تبریزی), est un poète persan.

## Biographie
Аssâr Tabrizi, comme son sobriquet l'indique, est né vers 1325 à Tabriz. Il a été l'élève de l'astronome Abdoussamed. Il est mort à une date inconnue vers 1390.

## Mihr et Мoushtari

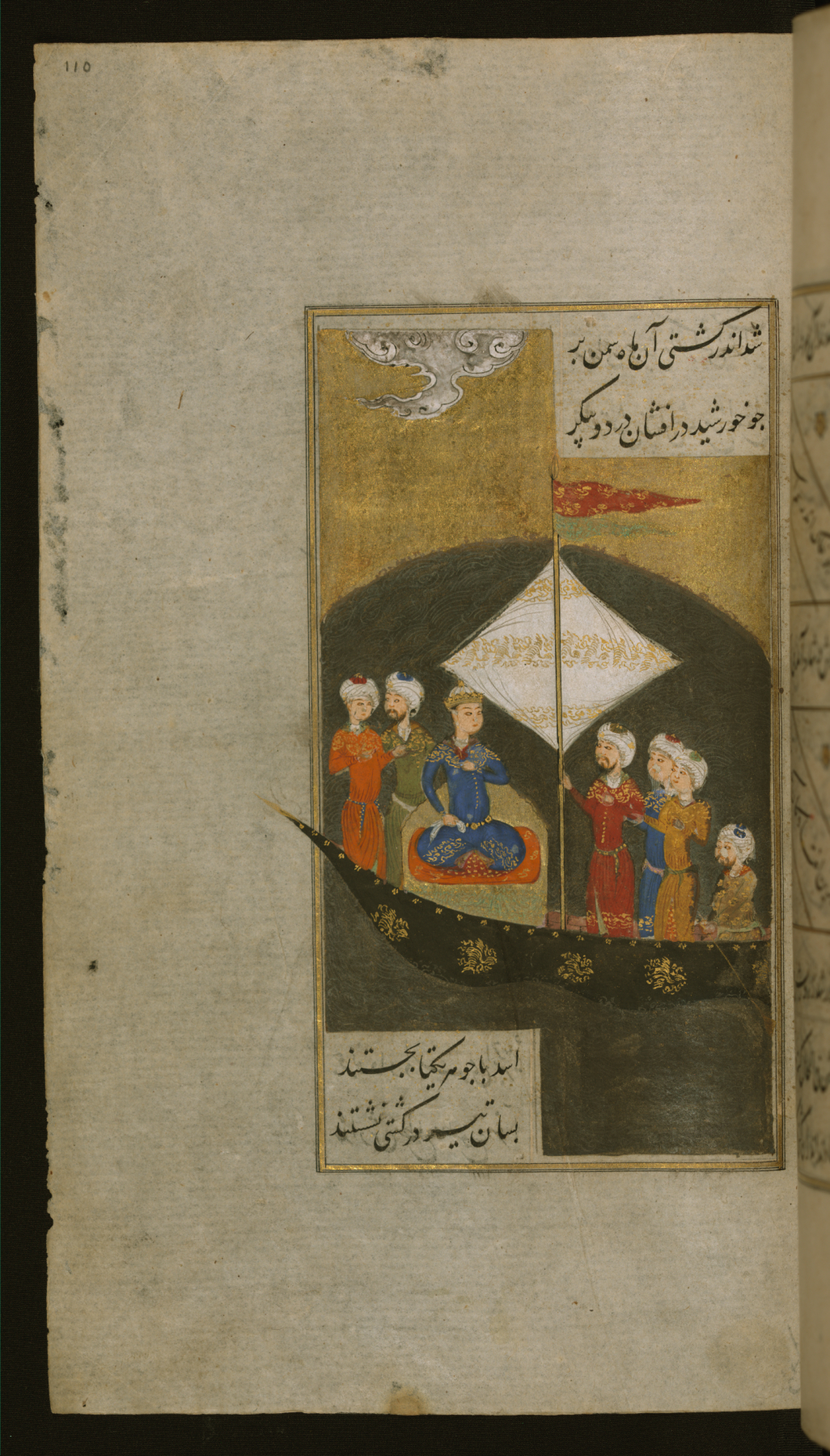
Mihr navigue vers l'Inde à la recherche de Moushtari, manuscrit Walters de la Walters Art Gallery de Baltimore (composé en 1476)

Assâr est surtout connu pour son long poème romantique Mihr et Moushtari, composé en 1376. Il se sert dans sa poésie de motifs héroïques et populaires et montre la beauté intérieure de l'être humain et la richesse de ses forces spirituelles qui se manifestent dans le combat pour l'amitié et le bonheur, contre la trahison et les forces du mal. Ce long poème écrit en persan a marqué aussi bien la poésie persane. Il a fait l'objet de nombre de manuscrits enluminés au fil des siècles.